# Daan Slooter

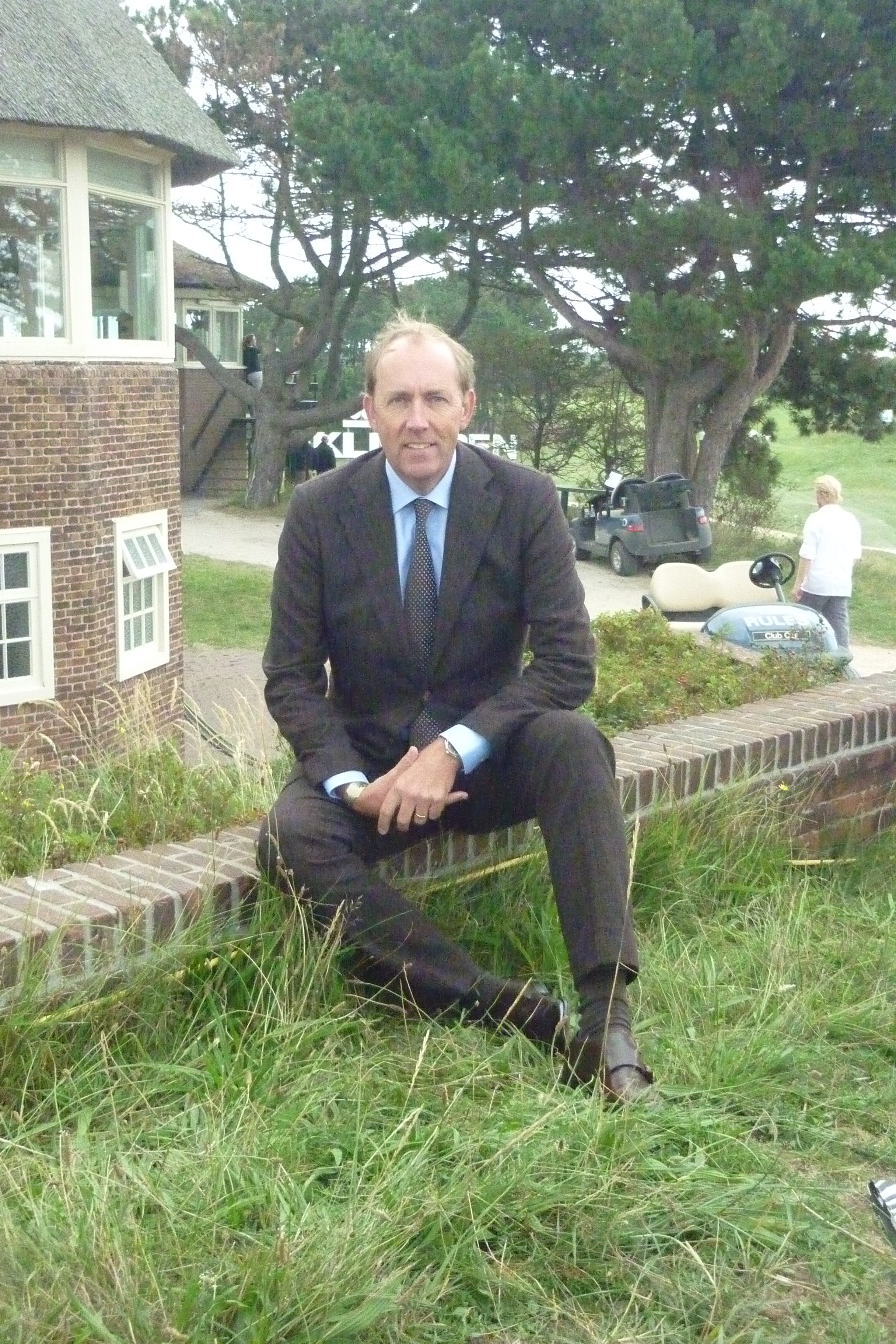
KLM Open 2014 op de Kennemer

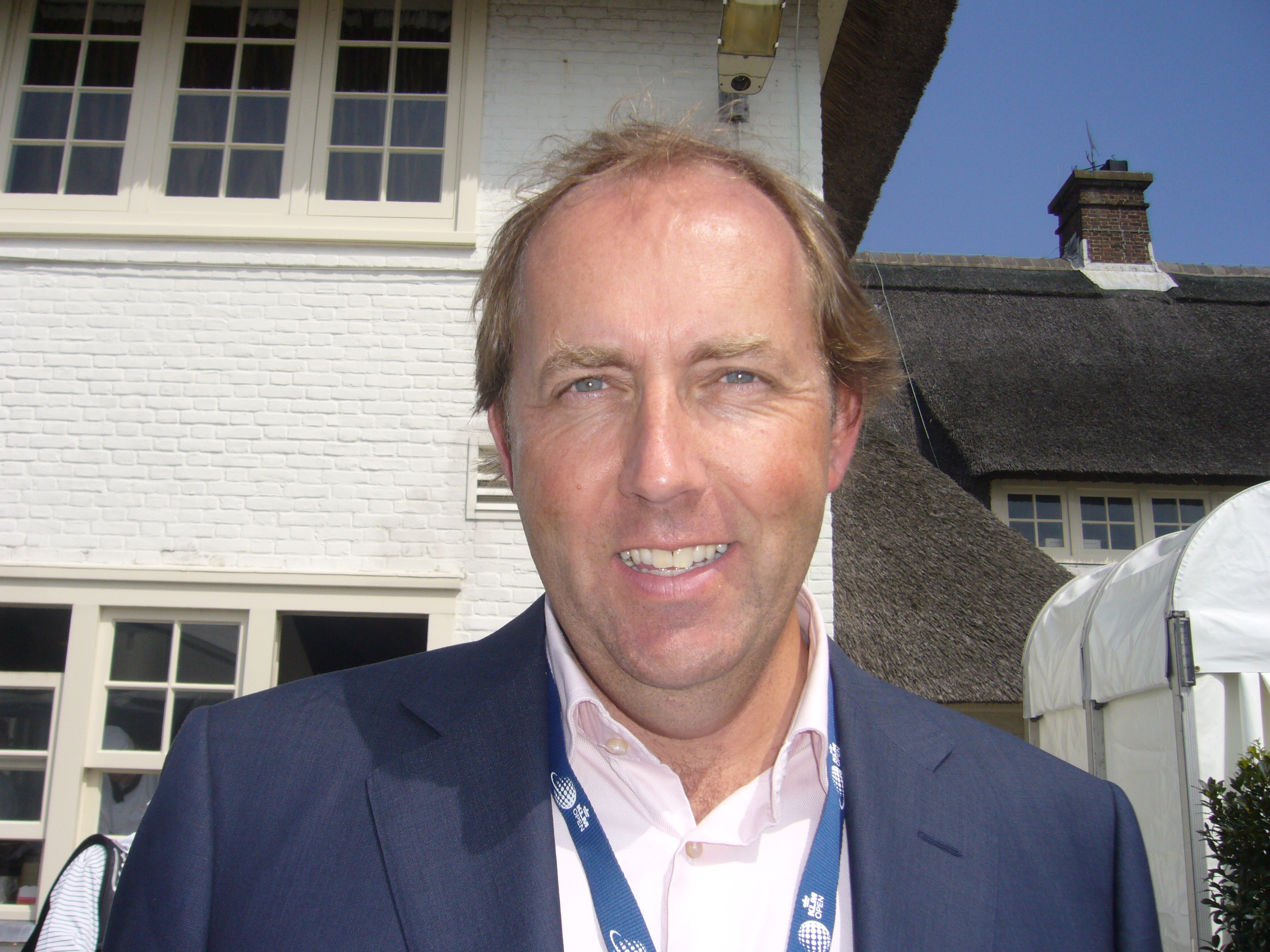
KLM Open 2009 op de Kennemer

Daan A. Slooter (1967) is een Nederlandse voormalig amateurgolfer en directeur van de KLM Open.

## Golf
Tien jaar lang speelde Daan Slooter in het nationale golfteam.

### Palmares
- Nationaal Jeugd Matchplay 1982 en 1987
- Voorjaarswedstrijden 1983
- Nationaal Jeugd Strokeplay 1984
- Beste Amateur Nationaal Open 1984
- Nationaal Strokeplay Kampioenschap 1987
- Nationaal Foursome Kampioenschap 1995 met Thomas van Zijl
- Nationaal Matchplay Kampioenschap, 3x Runner-up
- Nationaal Foursome Kampioenschap, 2x Runner-up
- 9x Clubkampioen Noordwijkse Golfclub (5x Matchplay, 4x Strokeplay)

### Teams
- Eisenhower Trophy: 1984
- Europees Landen Team Kampioenschap: 9x

### Bestuurlijk
- Van 1990 - 1993 was hij captain van de Jong Oranje Selectie.
- Van 2002 - 2005 was hij captain van de Oranje Selectie.
- Van 2005 - 2009 zat hij in de Technische Commissie van de Nederlandse Golf Federatie.
- Van 1996 - 2008 zat hij in de baancommissie van de Noordwijkse Golfclub.

## Zakelijk
- Van 1995 - 1997 was hij manager van het net geopende Efteling Golfpark en was hij een jaar lang hoofdredacteur van de Golf Courant.
- Daarna werkte hij voor BurgGolf als manager van Zoetermeer en Purmerend en vanaf 2000 voor de holding als Hoofd Marketing en Communicatie. Ook was hij interim-manager op St Nicolaasga en Haverlij.
- Sinds 2000 is hij golfcommentator bij Sport 1.
- Sinds 2002 verricht hij werkzaamheden vanuit DASLO. Dit betreffen journalistieke- en advieswerkzaamheden en coaching.
- In 2003 richtte hij samen met Lodewijk Klootwijk Golf Course Management Europe (GCME) op.
- Sinds 2004 is hij directeur van het KLM Open, dat door TIG Sports wordt georganiseerd.

## Trivia
- Slooter is lid van De 144.